# Garmarna
Garmarna – szwedzka grupa folk rockowa, założona w 1990. Muzyka zespołu inspirowana jest dawną muzyką szwedzką, duża część utworów to stare ballady.

## Członkowie zespołu
- Stefan Brisland-Ferner – skrzypce, lira korbowa, sampler
- Emma Härdelin – śpiew, skrzypce
- Jens Höglin – instrumenty perkusyjne
- Gotte Ringqvist – gitara, skrzypce, śpiew
- Rickard Westman – gitara, gitara basowa, E-Bow

## Dyskografia

### Albumy
- Garmarna (1993, EP)
- Vittrad (1994)
- Guds spelemän (1996)
- Vedergällningen (1999)
- Hildegard von Bingen (2001)
- 6 (2016)
- Förbundet (2020)

### Single
- Euchari (1999)
- Gamen (1999)
- En gång ska han gråta (1997)
- Herr Holger (1996)

### Inne wydawnictwa
- Rastlös w kompilacji We´re Only In It For The Money (1999)